# Turbinicarpus swobodae
Turbinicarpus swobodae är en kaktusväxtart som beskrevs av Diers. Turbinicarpus swobodae ingår i släktet Turbinicarpus och familjen kaktusväxter. Inga underarter finns listade i Catalogue of Life.

## Bildgalleri

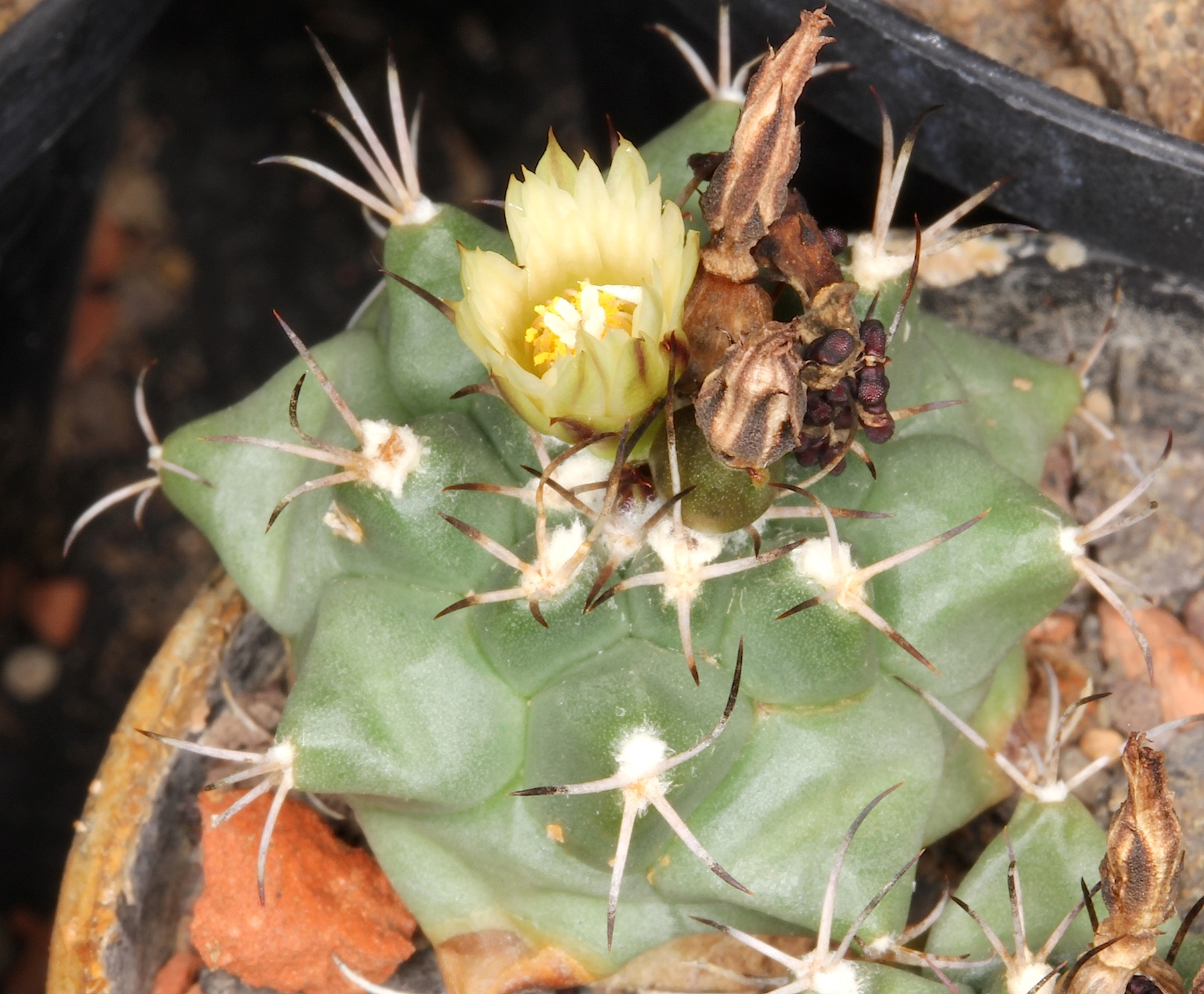
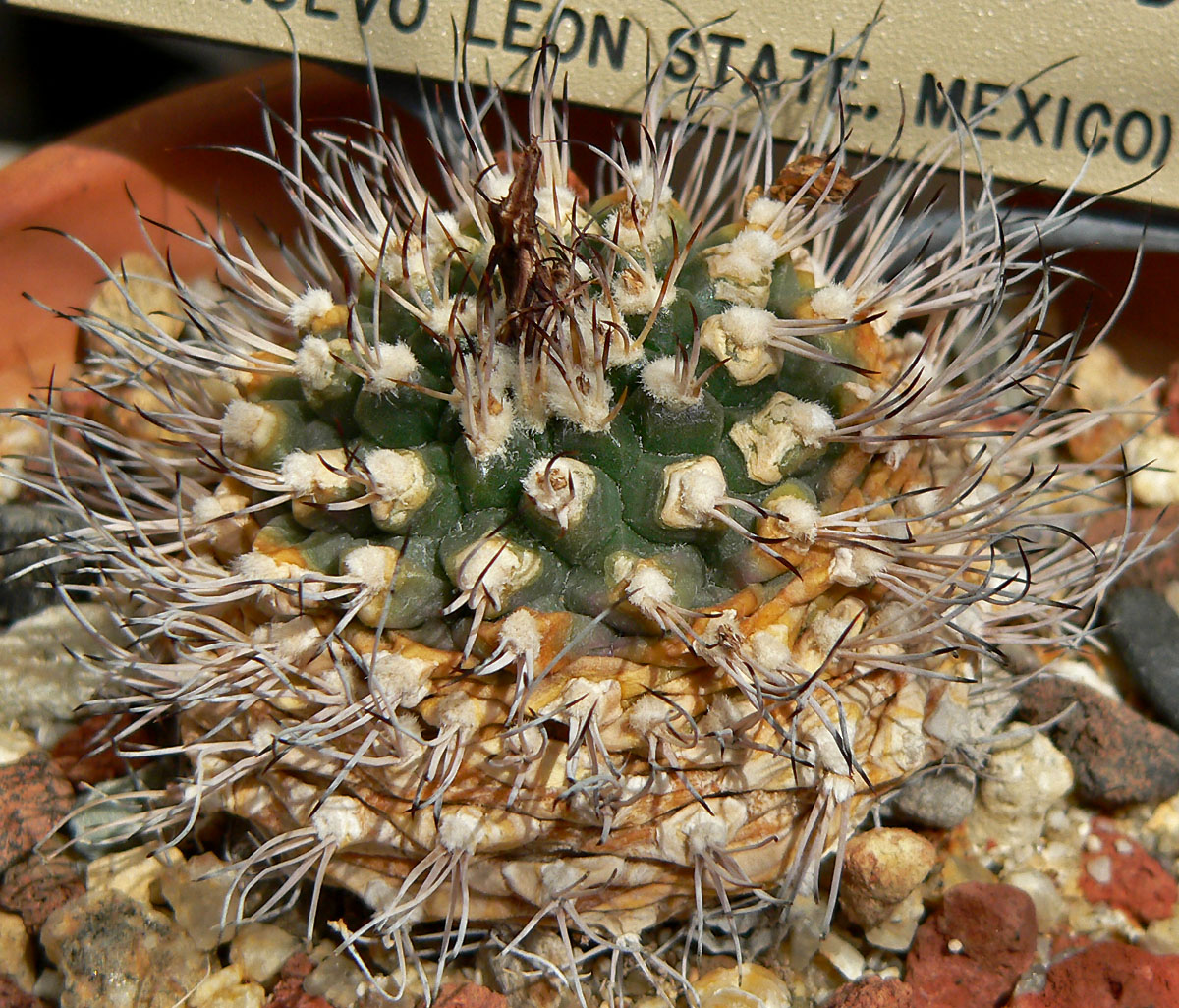
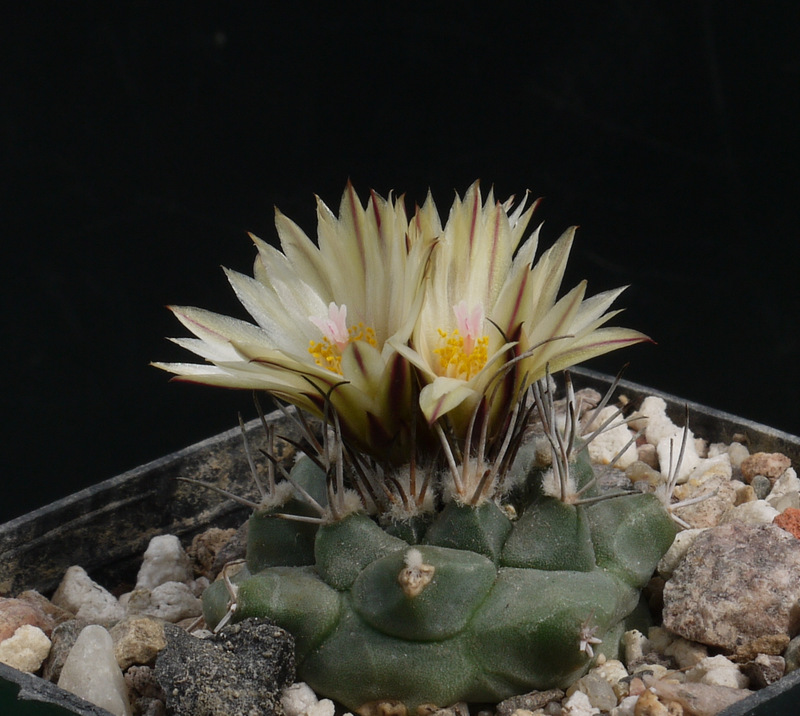